# Antonio de Oyarzábal y Marchesi
Antonio de Oyarzabal y Marchesi (Estocolm, 12 d'octubre de 1935) és un diplomàtic i polític espanyol.

## Biografia
És fill del diplomàtic espanyol Ignacio de Oyarzabal, i els seus pares van morir durant la Segona Guerra Mundial quan un tren on viatjaven va ser bombardejat pels alemanys. La seva família és d'origen basc i el seu oncle era Fernando Marchesi.
Va assistir a l'Institut Le Rosey a Rolle, Suïssa, seguit de la Facultat de Dret de la Universitat de Madrid. Posteriorment, va estudiar a l'Escola Diplomàtica de Madrid i va cursar estudis avançats d'idiomes a Tours i Grenoble a França i Brighton a Anglaterra.
Després de graduar-se de l'Escola Diplomàtica de Madrid, es va convertir en el tercer secretari del Ministeri d'Afers Exteriors d'Espanya el 1961. Del 1961 al 1970 va servir al gabinet del ministre d'Afers Exteriors. Del 1970 al 1974 va ser secretari de l'ambaixada d'Espanya a Londres. Del 1974 al 1976 va servir al gabinet de José Maldonado González, l'últim president del govern de la República espanyola en l'exili.
De gener a juliol de 1977, va exercir de governador de Tenerife, l'illa més gran i poblada de les set illes Canàries, i va ser governador civil de Guipúscoa del 1977 al 1979.
Del 1979 al 1981 va ser director general de l'Oficina d'Informació Diplomàtica i director general de Cooperació Tècnica Internacional del 1985 al 1989.
Del 1981 al 1983, va exercir com a ambaixador d'Espanya a l'Equador. Del 1990 al 1994 va ser l'ambaixador d'Espanya al Japó. Del 1994 al 1996, va exercir com a ambaixador d'Espanya a Dinamarca. El 28 d'agost de 1996 va ser nomenat ambaixador d'Espanya als Estats Units durant la presidència de Bill Clinton, succeint a Jaime de Ojeda y Eiseley. El 2003, durant una visita a l'Institut Aspen d'Aspen (Colorado), va ser citat dient que "crec que ser diplomàtic és un privilegi i ho prenc com a tal."
Posteriorment, va ocupar el càrrec de president de la Fundació MD Anderson Cancer Center de la Universitat de Texas i vicepresident del Reial Institut Elcano, el principal think tank espanyol sobre relacions internacionals.

## Vida personal
El 6 de juliol de 1961, Oyarzabal es va casar amb Beatrice Anna Cabot Lodge per la Rev. George E. Everitt a l'església catòlica St. Brigid a Peapack and Gladstone. Beatrice, que vas estudiar a Miss Hewitt's School a Manhattan, a la Potomac School a Washington, i es va graduar a Marymount School de Barcelona (i estudià a la Universitat Complutense de Madrid) és filla de l'actriu d'origen italià Francesca Braggiotti Lodge i de John Davis Lodge, un actor que esdevingué governador de Connecticut i ambaixador dels Estats Units a Espanya, i germana de Lily de Pourtales Lodge. Fou presentada a la reina Elisabet II del Regne Unit l'abril fr 1957. El Lodge tenirn una casa a Marbella, a la Costa del Sol.
Oyarzabal i la seva dona són amics íntims de la jutgessa del Tribunal Suprem dels Estats Units Ruth Bader Ginsburg i el seu difunt marit, Martin D. Ginsburg, i van passar moltes revetlles de Cap d'Any amb ells a l'apartament dels Ginsburg al complex Watergate.